# Tossal de l'Ametller
El Tossal de l'Ametller és una muntanya de 235 metres que es troba al municipi d'Almacelles, a la comarca catalana del Segrià.